# Базега (провинция)
Базега (фр. Bazèga) — одна из 45 провинций Буркина-Фасо. Находится в Юго-Центральном регионе, столица провинции — Комбисири. Площадь Базега — 3963 км².
Население по состоянию на 2006 год — 238 202 человек.

## Административное деление
Базега подразделяется на 7 департаментов.